# Thamnasteria
Tamnasteria is een geslacht van uitgestorven koralen, dat voorkwam van het Trias tot het Tertiair. Dit geslacht telde zeer vele soorten.

## Beschrijving
Dit kolonievormend koraal had een bloemachtige oppervlak, waarop zich vele holten bevonden. Over de wanden van de coralliet is niet veel duidelijk. Het had sterke septa, die de eigenschap hadden om zich te verbinden met de ernaast gelegen corallieten. Het had een kleine columella. De kolonie had een doorsnede van 7,5 tot 10 centimeter.

## Fossiele archieven
Dit geslacht is bekend in het fossielenbestand van het Trias tot het Eoceen (van ongeveer 247,2 tot 33,9 miljoen jaar geleden). Fossielen van soorten binnen dit geslacht zijn gevonden in Europa, Verenigde Staten, Canada, China, Japan, Pakistan, Colombia (Coquina Group, La Guajira), India, Thailand, Indonesië, Jordanië, Libanon, Egypte, Madagaskar, Rusland, Oekraïne, Mexico en Peru. M. LeSauvage, de auteur van het geslacht was een arts in Caen. Hij schreef talloze artikelen over medische onderwerpen, maar zijn andere interesse was paleontologie en vooral de fossielen van Calcaires de Caen de typelocaliteit van het geslacht Thamnasteria.

## Soorten
- T. abukumaensis
- T. andranomarivensis
- T. aspera
- T. bevoayensis
- T. bonanomii
- T. communis
- T. concinna
- T. concinnaformis
- T. coquandi
- T. cotteaui
- T. defrancei
- T. dendroidea
- T. dumonti
- T. felixi
- T. globosa
- T. gracilis
- T. heterogenea
- T. hoffmeisteri
- T. huzimotoi
- T. imlayi
- T. iranensis
- T. jaccardi
- T. japonica
- T. jezoensis
- T. kobyi
- T. latistellata
- T. leptopetala
- T. lobata
- T. loryi
- T. lyelli
- T. maeandra
- T. mammosa
- T. matsushitai
- T. mettensis
- T. microconos
- T. miyakoensis
- T. moreana
- T. naumanni
- T. nicoleti
- T. ogawaensis
- T. patina
- T. pseudopaliformis
- T. racemosa
- T. rhaetica
- T. rumignyensis
- T. scita
- T. seriata
- T. settsassi
- T. sinuata
- T. sinuosa
- T. smithi
- T. tenuissima
- T. terquemi
- T. tokushimaensis
- T. tonantzinae
- T. torinosuensis
- T. yuraensis